# Medyka (stacja kolejowa)
Medyka – stacja kolejowa w Medyce, w województwie podkarpackim, w Polsce. Od 1 września 2016 czynna w ruchu pasażerskim.

## Ruch pasażerski
| Rok  | Wymiana pasażerska na dobę |
| ---- | -------------------------- |
| 2017 | 100-149                    |
| 2022 | 150-199                    |

W lutym 1919 komendantem dworca został por. Gänger Marian.